# Mangal Pandey: The Rising
Mangal Pandey: The Rising (títol original) o The Rising: Ballad of Mangal Pandey (títol internacional) és una pel·lícula índia del 2005, dirigida per Ketan Mehta i protagonitzada per Aamir Khan, el qual va efectuar-hi el seu retorn al cinema després d'una pausa de quatre anys. Està basada en la vida de Mangal Pandey, un 'soldat nadiu' indi famós pel seu paper en la rebel·lió índia de 1857 coneguda com la revolta dels sipais.
Encara que la pel·lícula presenti característiques típiques de les produccions índies, com ara cançons i balls, el seu ritme i altres aspectes de la realització fan que s'acosti més aviat als cànons del cinema occidental que als del seu país. Aquest fet i certes polèmiques van fer que, malgrat una bona recepció de la crítica i un inici d'explotació prometedor, en acabat obtingués força més èxit a Occident que a l'Índia.

## Argument
Durant una batalla particularment sagnant de la Primera guerra angloafganesa (1839-1842), Mangal Pandey, sipai del 34è Regiment d'Infanteria Indígena de Bengala, salva la vida del capità William Gordon. Sentint-se endeutat, l'oficial anglès tracta de comprendre millor el soldat indi i, malgrat les diferències de grau i de raça, s'acaba desenvolupant una profunda amistat entre els dos homes; Gordon mira de protegir el seu subordinat de la brutalitat i el racisme dels seus compatriotes, mentre que Pandey ajuda l'oficial en la seva lluita contra les pràctiques més cruels de la tradició índia.
El 1856, la Companyia Britànica de les Índies Orientals equipa el seu exèrcit amb uns cartutxos nous per als rifles Lee-Enfield, cartutxos que s'han d'obrir amb les dents per a poder vessar la pólvora al canó. Ràpidament, s'escampa el rumor que el paper d'aquests cartutxos està untat amb greix de vaca o de porc, el contacte amb el qual és inacceptable tant per als hindús, per qui la vaca és sagrada, com per als musulmans, que consideren el porc com a impur. Gordon, de bona fe, convenç Mangal Pandey de la falsedat del rumor i aquest es compromet a utilitzar la nova arma tot instant els seus companys a fer el mateix. Però quan resulta que les acusacions eren autèntiques, Pandey, sentint-se traït, es converteix en el cap dels amotinats i és el primer a disparar contra les tropes britàniques cridades per a controlar els esdeveniments. Arrestat, és jutjat i condemnat a ser penjat.

## Context històric
A l'època de la pel·lícula, l'Índia es trobava sota el domini de la Companyia Britànica de les Índies Orientals. Aquesta controlava el comerç dels tèxtils i del te, a més del lucratiu contraban d'opi cap a la Xina. Es tractava de l'empresa comercial més poderosa d'aquell temps, gaudint amb les funcions administratives d'un sobirà i amb un exèrcit propi per tal de controlar el territori indi. No obstant això, la seva avarícia, la corrupció d'alguns dirigents, el zel dels missioners cristians i els intents legals de modernitzar una societat amb costums mil·lenaris provocaren el rebuig de la població; així, l'afer dels cartutxos untats de greix animal va ser el detonador d'un descontentament molt més profund. La rebel·lió de Mangal Pandey va constituir el primer acte de la revolta dels sipais (1857-1858), que els indis anomenen la "Primera Guerra d'Independència". Arran d'aquests trastorns, que van ensangonar el nord de l'Índia durant dos anys, la Corona Britànica va decidir administrar l'Índia directament donant naixença al Raj britànic.

## Producció
Quatre anys després de Lagaan, Aamir Khan va tornar al cinema amb una altra pel·lícula sobre la lluita indígena per l'alliberament del colonialisme britànic. Però a diferència de l'obra d'Ashutosh Gowariker, Mangal Pandey es basa en fets reals. Per a optimitzar-los, Ketan Mehta va prendre molta cura amb els detalls històrics, tant pel que fa als decorats com al vestuari. Els diàlegs són en hindi i en anglès, segons les circumstàncies, i un narrador tradueix el text de l'anglès a l'hindi per als espectadors indis no anglòfons. La fotografia de Himman Dhamija realça la bellesa dels paisatges naturals i llocs històrics en què es desenvolupa l'acció.
Els guionistes Farrukh Dhondy i Kapoor Ranjit van aconseguir evitar els estereotips tot creant una galeria de personatges amb una profunditat realista. Aamir Khan interpreta amb convicció Mangal Pandey, fent creïble l'evolució del soldat fidel que es revolta amb encara més força quan se sent traït. L'actor britànic Toby Stephens interpreta igualment amb subtilesa un oficial anglès obert a la cultura índia, fins al punt de realitzar diàlegs en hindi, el que va ser molt apreciat per la crítica autòctona. Els personatges femenins són menys presents; Rani Mukherjee té el rol d'una prostituta causant d'una ferotge rivalitat entre Mangal Pandey i un odiós oficial anglès, mentre que Amisha Patel és una jove vídua hindú que el capità William Gordon salva in extremis del ritual del sati.

## Repartiment
- Aamir Khan: Mangal Pandey
- Toby Stephens: capità William Gordon
- Rani Mukherjee: Heera
- Amisha Patel: Jwala
- Kiron Kher: Lol Bibi
- Om Puri: narrador

## Música
Compostes per A.R. Rahman i escrites per Javed Akhtar, les vuit cançons coreografiades s'integren en la pel·lícula de manera natural. N'hi ha tres, Mangal Mangal, Mangal Mangal-Aatma i Mangal Mangal-Agni, interpretades per un grup de músics a sobre d'un elefant, que serveixen per a comentar l'acció tal com ho feien els cors de les comèdies gregues.

### Llista de caçons
1. Al Maddath Maula, intèprets: A.R. Rahman, Kailash Kher, Murtuza Khan, Kadir
2. Holi Re, intèprets: Aamir Khan, Udit Narayan, Madhushree, Srinivas, Chinmaye
3. Mai Vari Vari, intèprets: Kavita Krishnamurthy, Reena Bhardwaj
4. Mangal Mangal, intèprets: Kailash Kher
5. Mangal Mangal-Aatma, intèprets: Sukhvinder Singh, Kailash Kher
6. Mangal Mangal-Agni, intèprets: Kailash Kher
7. Rasiya, intèprets: Richa Sharma, Bonnie Chakraborty
8. Takey Takey, intèprets: Sukhvinder Singh, Kailash Kher, Kartick Das Baul

## Al voltant de la pel·lícula
A l'Índia, durant la primera setmana d'explotació, la pel·lícula va obtenir un èxit de taquilla important, però aquest es va estancar mentre que a l'estranger va anar creixent fins a recaptar gairebé un milió de dòlars als Estats Units i més de vuit milions en total a la resta del món.

### Polèmiques
A l'Índia, el fet que l'heroi mantingui una relació amb una prostituta va provocar protestes importants. El Bharatiya Janata Party va exigir la prohibició de la pel·lícula acusant-la de falsejar els fets històrics, i el Samajwadi Party va recriminar-li el fet de donar una "imatge errònia" de Mangal Pandey. El govern d'Uttar Pradesh va criticar la "distorsió" de fets històrics i va plantejar-se la seva prohibició. Al districte de Ballia, d'on Pandey era originari, uns manifestants van atacar una botiga de venda de cassets i CD de la pel·lícula, van bloquejar un tren de mercaderies i van organitzar una asseguda a la carretera entre Ballia i Barriya.